# Krejbjerg Stordysse

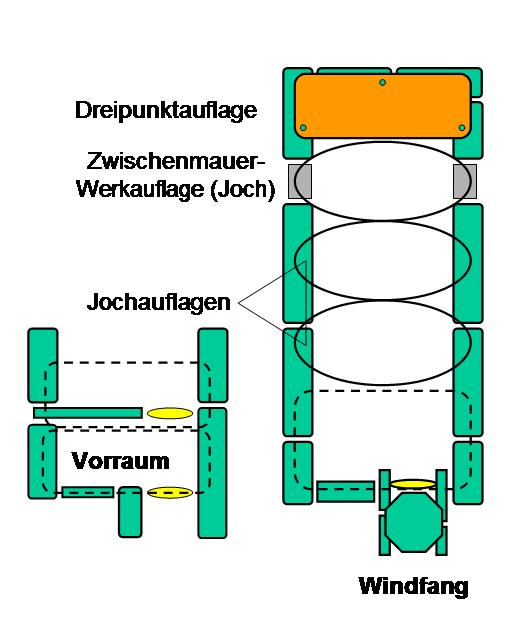
Schema Großdolmen

Krejbjerg Stordysse (auch einer der Nederskallinghøje) wurde bei der ursprünglichen Ausgrabung von 1910 noch wie die beiden eng benachbarten Megalithanlagen als Ganggrab (dänisch jættestue – Riesenstube) eingestuft. Der Dolmen liegt in der 25 Hektar großen Krejbjerg-Plantage (Nadelwaldanpflanzung) westlich von Roslev (nördlich des Ganggrabes in der Ginderup-Plantage) im westlichen Teil der jütländischen Salling-Halbinsel. Er ist eine Megalithanlage der Trichterbecherkultur (TBK) und entstand zwischen 3500 und 2800 v. Chr. Nicht zu verwechseln mit dem Krejbjerg Kirketomt in der Ikast-Brande Kommune.
Der nicht zugängliche Stordysse von Krejbjerg besteht aus einer gestreckten polygonalen Kammer aus acht Tragsteinen und einem Gang aus sieben Tragsteinen, der etwa die gleiche Länge hat wie die Kammer.
Der Hauptunterschied in der Nomenklatur der Hünengräber ist die Lage des Ganges, der hier axial (in der Art von Dolmen) im Gegensatz zu lateral bei Ganggräbern liegt. Der entsprechende deutsche Begriff Großdolmen legt zusätzlich die Anzahl der Decksteine mit „mehr als zwei“ fest, was im skandinavischen Raum nicht gilt. Auch die bauliche Form von Großdolmen und Stordyssen (Dänemark), die es in Schweden nicht gibt, ist mit deutschen Anlagen nicht vergleichbar, da die speziellen Zugangskonstruktionen (Vorkammer bzw. Windfang) nicht zum Tragen kommen. 